# NASH
NASH je španska fantovska glasbena skupina, ki bo na Evroviziji 2007 s pesmijo I Love You Mi Vida predstavljala Španijo.

## Člani skupine
- Basty — 28. februar 1981
- Mikel — 20. januar 1983
- Javi — 30. april 1983
- Ony — 19. februar 1981

## Zgodovina skupine
Svoj prvenec - pesem Capable Of Everything - je skupina objavila leta 2006 ter z njim pristala na lestvici 100 najbolje prodajanih singlov. Po prvem singlu so nato poimenovali tudi prvi album. Junija 2006 so izdali balado ¿Dónde Estás?. Jeseni istega leta so ponovno izdali svoj prvi album z dodanima novima pesmima ¿Qué Sabes Del Amor? ter Más Allá De Las Estrellas.
24. januarja 2007 so zmagali na oddaji Misión Eurovisión 2007, ki pomeni vstopnico na Evrovizijo. 12. maja bodo v Helsinkih nastopili na finalnem izboru, saj se Španija kot ena izmed velikih štirih vsako leto uvrsti neposredno v finale, neglede na uvrstitev iz preteklega leta.